# Mary Miles Minter

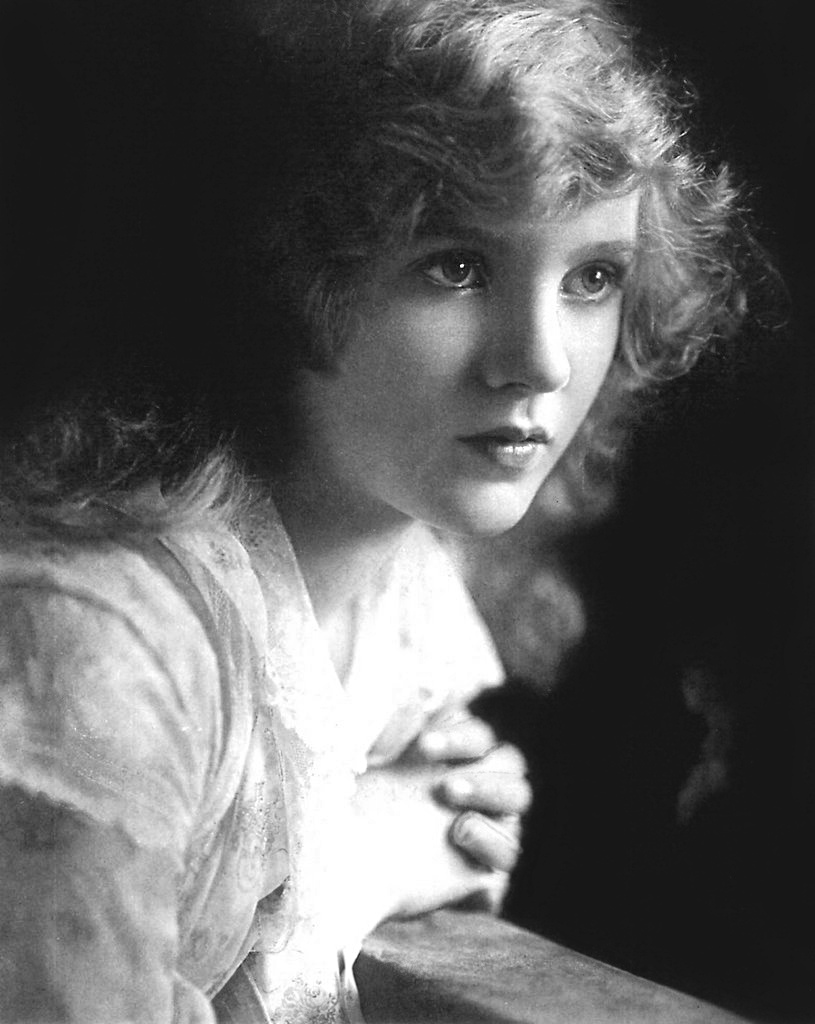
Mary Miles Minter (1917)

Mary Miles Minter (* 25. April 1902 in Shreveport, Louisiana als Juliet Reilly; † 4. August 1984 in Santa Monica) war eine US-amerikanische Stummfilmschauspielerin.

## Leben
Minter wurde 1902 als jüngste von zwei Töchtern der Broadway-Schauspielerin Charlotte Shelby und deren Ehemann Joseph Homer Reilly geboren. Die Mutter drängte Juliet und ihre Schwester Margaret zu einer Schauspielkarriere. Im Alter von fünf Jahren spielte Minter bereits ihre erste, kleine Rolle am Broadway. 1915 bekam sie ihre erste Hauptrolle im Film The Fairy and the Waif. Auf der Leinwand war sie meistens als liebevolles und gutherziges  junges Mädchen zu sehen. 1919 lernte sie beim Dreh von Anne of Green Gables den Regisseur William Desmond Taylor kennen und begann eine Beziehung mit dem 30 Jahre älteren Mann. 
Ins Rampenlicht rückte die Beziehung zu Taylor, als dieser am 1. Februar 1922 in seinem Haus in Hollywood erschossen wurde. Zu den Verdächtigen in diesem bis heute ungeklärtem Mordfall zählte unter anderem auch die Mutter Minters, Charlotte Shelby. Die im Zuge der Taylor-Mordfalles veröffentlichten Details der Beziehung – unter anderem illustre Liebesbriefe – beschädigten das Image von Mary Miles Minter nachhaltig, die zuvor immer für ihre Rollen als braves junges Mädchen bekannt war. Nach dem Skandal konnte sie nicht mehr an ihre vorherigen Erfolge anknüpfen. Minter drehte über 50 Stummfilme, 1923 trat sie in The Trail of the Lonesome Pine das letzte Mal vor die Kamera. Paramount Pictures verlängerte ihren Vertrag anschließend nicht.
Die Schauspielerin starb 1984 in wohlhabenden Verhältnissen nach einem Schlaganfall in Santa Monica. Auf dem Hollywood Walk of Fame (1724 Vine Street) hat Mary Miles Minter einen Stern.

## Filmografie (Auswahl)
- 1916: Lovely Mary
- 1917: Periwinkle
- 1917: Somewhere in America
- 1918: Wives and other wives
- 1919: Anne of Green Gables
- 1919: Yvonne from Paris
- 1920: Nurse Marjorie
- 1920: Sweet Lavender
- 1921: The little Clown
- 1922: Tillie

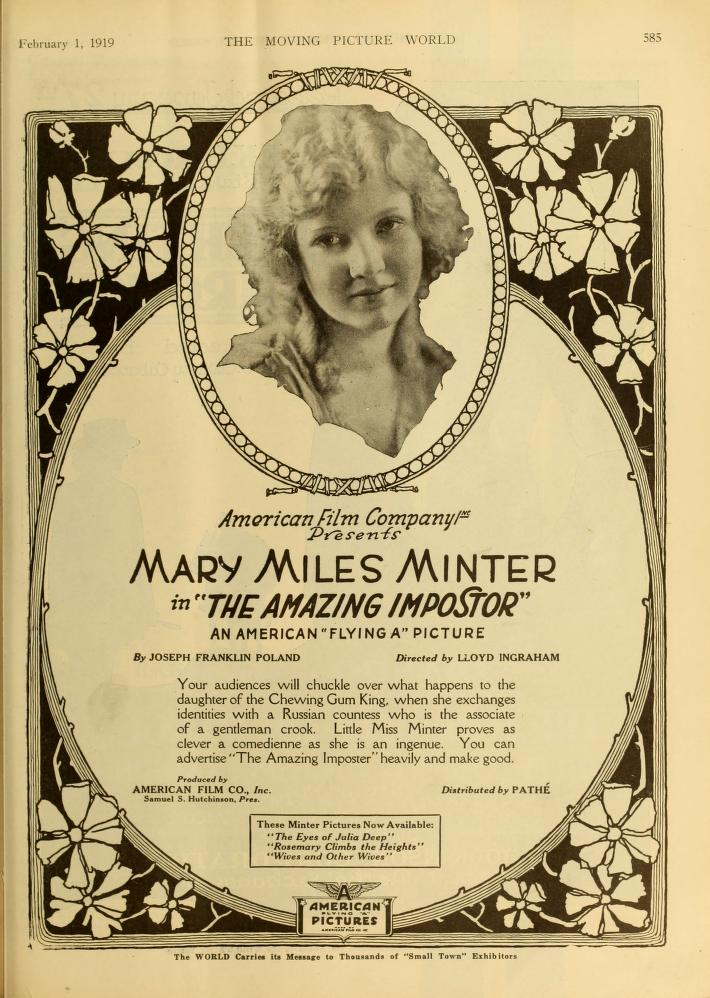
The Amazing Impostor (1919)

- 1923: The Trail of the Lonesome Pine